# بيتر سيمبسون
بيتر سيمبسون (بالإنجليزية: Peter Simpson)‏ (13 يناير 1945 المملكة المتحدة - ) هو لاعب كرة قدم بريطاني. لعب 435 مباراة وسجل 10 أهداف.

## مسيرته

### مسيرته مع الأندية
- 1964 - 1978 لعب مع نادي أرسنال 370 مباراة سجل خلالها 10 أهداف.
- 1967 - 1967 لعب مع تورونتو فالكونز 13 مباراة.
- 1968 - 1968 لعب مع Boston Beacons [الإنجليزية]‏ مباراتين.
- 1978 - 1979 لعب مع نيوإنغلند تي من [الإنجليزية]‏ 50 مباراة.

## روابط خارجية
- بيتر سيمبسون على موقع قاعدة بيانات كرة القدم.إي يو (الإنجليزية)
- بيتر سيمبسون على موقع عالم كرة القدم.نت (الإنجليزية)